# Robécourt
Robécourt é uma comuna francesa na região administrativa do Grande Leste, no departamento de Vosges. Estende-se por uma área de 8.78 km². Em 2010 a comuna tinha 115 habitantes (densidade: 13,1 hab./km²).